# Okręty podwodne typu K V
Okręty podwodne typu K V – seria holenderskich okrętów podwodnych z okresu międzywojennego, składająca się z trzech jednostek. Okręty K V i K VI zostały wycofane ze służby w sierpniu 1937, ostatni K VII został zatopiony 18 lutego 1942 podczas japońskiego nalotu na port Surabaja.

## Historia i opis
Okręty były zbudowane według projektu brytyjskiej firmy Hay-Denny, ich dokumentację Holandia otrzymała w 1914 roku. Wszystkie zbudowane zostały w stoczni Fijenoord w Rotterdamie. Stępki pod budowę położono między kwietniem a lipcem 1916 roku, a ukończono je w latach 1920-22.
Okręty były konstrukcji jednokadłubowej z zewnętrznymi zbiornikami balastowymi. Operacyjna głębokość zanurzenia wynosiła 40 m. Wyporność na powierzchni wynosiła: standardowa 507 t, pełna 569 t, a w zanurzeniu 649 t. Miały dwa silniki wysokoprężne Sulzer o mocy po 600 KM. Początkowo przewidywano mocniejsze silniki MAN o mocy po 900 KM, ale po wybuchu I wojny światowej MAN odmówił ich dostarczenia. W zanurzeniu napędzały je dwa silniki elektryczne o mocy po 200 KM.
Uzbrojenie artyleryjskie stanowiła armata kalibru 75 mm i karabin maszynowy kalibru 12,7 mm. Okręty miały dwie dziobowe i dwie rufowe wyrzutnie torped kalibru 450 mm oraz obrotową zewnętrzną dwururową wyrzutnię przed kioskiem i przenosiły 12 torped.

## Okręty
| Nazwa | Położenie stępki | Wodowanie    | Wejście do służby | Los                   |
| ----- | ---------------- | ------------ | ----------------- | --------------------- |
| K V   | 1916             | 20. 11. 1919 | 1920–22           | wycofana w 1937       |
| K VI  | 1916             | 23. 12. 1920 | 1920–22           | wycofana w 1937       |
| K VII | 25. 07. 1916     | 8. 03. 1921  | 5. 09. 1922       | zatopiona 18. 2. 1942 |